# Старое Гвоздино
Старое Гвоздино— деревня в Краснохолмском районе Тверской области, входит в состав Барбинского сельского поселения.

## География
Деревня находится в 11 км на юг от центра поселения деревни Барбино и в 17 км на юг от районного центра города Красный Холм.  

## История
В конце XIX — начале XX века деревня входила в состав Могочской волости Бежецкого уезда Тверской губернии. В 1920 году в селе было 186 дворов.  
С 1929 года деревня являлась центром Старогвоздинского сельсовета Краснохолмского района Бежецкого округа Московской области, с 1935 года — в составе Калининской области, с 2005 года — в составе Барбинского сельского поселения.

## Население
| 1859 | 1887 | 1897 | 1920  | 1997 | 2010 |
| ---- | ---- | ---- | ----- | ---- | ---- |
| 743  | ↗910 | ↘855 | ↗1021 | ↘112 | ↘70  |

## Инфраструктура
В деревне имеются фельдшерско-акушерский пункт, отделение почтовой связи.